# Альмагро-Басч, Мартин
Мартин Альмагро-Басч (17 апреля 1911 Трамакастилья, Теруэль — 24 августа 1984, Мадрид) — испанский археолог и историк первобытного общества. Принимал участие в Гражданской войне в Испании 1936—1939 годов.

## Биография
Учился в католической школе Пиаристов в Альбаррасине (Теруэль), затем по стипендии — в Университете Валенсии (1928—1930), в Мадридском университете. Получив докторскую степень, Альгамбро-Басч под руководством Хуго Обермайера в Германии завершил своё обучение в 1930 году. В 1932—1934 годах Альмагро работал ассистентом Обермайера.
31 июля 1936 года Альгамбро-Басч вступил в Испанскую фалангу во время Гражданской войны в Испании, принимал участие в обороне Арагона и Сан-Себастьяна. По утверждению Эрнесто Хименеса Кабальеро, Мартин Альмагро принадлежал к националистической группе фалангистов.
Получив важную должность в партии, в апреле 1937 года принимал активное участие в восстании Мануэля Хедильи против «Указа об объединении», что означало приверженность Франко. За этот поступок Мартин Альмагро был осуждён вместе с лидерами фаланги и Хедилья, но единственный получил снисхождение благодаря посредничеству Эугенио Вегас Латапи и Хуану Хосе Лопесу Ибору. Во время войны сотрудничал с газетами «Arriba España» из Памплоны и «F. E.» из Севильи.
В марте 1939 года назначен директором Археологического музея Каталонии (Барселона). 24 октября 1940 года возглавил кафедру «Истории Древней Испании» в Университете Сантьяго-де-Компостела, а в 1943 году «Истории первобытного общества» в Барселонском университете. В 1940—1943 годах Альмагро проводил раскопки в Эмпорионе, используя труд военнопленных. Здесь испанский археолог работал совместно с итальянским профессором Нино Ламболья (итал. Nino Lamboglia), который впервые применил свой метод раскопок.
Специализировался на истории первобытного общества, изучал также наскальные рисунки и классическую археологию. Руководил Национальным археологическим музеем в 1968—1981 годах, сотрудничал с Высшим советом по научным исследованиям.
Наиболее примечательные его работы касаются наскальных рисунков Средиземноморья, раскопок в Эмпорионе и обнаружении мегалитов. Альгамбро-Басч также был директором испанской археологической миссия в Нубии, направленным ЮНЕСКО. Цель состояла в спасении древних памятников в связи со строительством Асуанской плотины.
Его сын Мартин Альмагро-Горбеа также пошёл по стопам отца.

## Награды
- Золотая медаль за заслуги в изящных искусствах
- Орден Альфонсо X Мудрого
- Орден Гражданских заслуг
- Золотая медаль в области культуры от Республики Италия
- Ветвь французской Академии

## Труды
| Год       | Название на испанской                                                  | Название на русском                                 |
| --------- | ---------------------------------------------------------------------- | --------------------------------------------------- |
| 1941      | Introducción a la arqueología                                          | Введение в археологию                               |
| 1951      | Ampurias: Historia de la ciudad y guía de sus excavaciones             | Эмпорион: история города и руководство по раскопкам |
| 1955      | La necrópolis de Ampurias                                              | Некрополь Эмпориона                                 |
| 1959      | El Señorío Soberano de Albarracín bajo los Azagra                      | Суверенное господство Альбаррасина над Асагрой      |
| 1960      | Introducción al estudio de la prehistoria y de la arqueología de campo | Введение в первобытную историю и полевую археологию |
| 1960      | Manual de Historia Universal. Prehistoria                              | Руководство по общей истории. Первобытное общество. |
| 1959—1964 | Historia de Albarracín y su sierra                                     | История Альбаррасина и сьерры                       |
| 1966      | Las estelas decoradas del sureste peninsular                           | Наскальные рисунки юго-востока полуострова          |
| 1968      | El arte prehistórico en el Sáhara español                              | Доисторическое искусство в Испанской Сахаре         |